# Alles uit Liefde
Alles uit Liefde is een Vlaamse dramaserie.

## Concept
Alles uit Liefde is een serie, gebaseerd op waargebeurde liefdesverhalen. In elke aflevering spelen onbekende acteurs een waargebeurd verhaal na. Tussen de verhaallijn door hebben de acteurs een monoloog met de camera, waar de personages hun gevoelens en gedachten bespreken. In elke aflevering zijn er ongeveer een viertal hoofdpersonages. Betrokken thema's zijn onder meer gokken, verkrachting en vreemdgaan.

## Voorbeeld van een aflevering
Sarah en Tim zijn een koppel sinds 3 maanden. Sarah is verpleegster in het ziekenhuis waar Tim anesthesist is. Sarah wil echter graag overstappen naar de kinderafdeling als verpleegster. De vader van Tim is diensthoofd van deze afdeling. Wanneer Sarah bij Tim's vader op gesprek gaat, wordt de vader handtastelijk. Sarah zegt er thuis niets van. Tim voelt dat er iets mis is en nodigt zijn vader uit op het diner. Sarah zegt echter dat ze ziek zodat Tim alleen met zijn vader de avond moet doorbrengen. Enkele weken later wordt Sarah opnieuw seksueel geïntimideerd door de vader van Tim. De vader gaat vervolgens naar Tim om te zeggen dat Sarah hem wil verleiden (waarschijnlijk omdat ze graag op de afdeling wil werken). Tim is kwaad op Sarah en eist dat ze verhuist. Echter enkele weken later komt Sarah op het bureau van Tim's vader binnen, waar zij hem betrapt met een andere verpleegster. De beide verpleegsters dienen klacht in tegen de man en hij wordt ontslagen. Op het einde van de aflevering zien we dat Sarah in een ander ziekenhuis werkt en Tim de brokken probeert te lijmen...

## Bekende gastacteurs
- Gunter Reniers
- Bert Vannieuwenhuyse
- Ward Bal
- Marianne Carlier